# Изуар, Николя
Никола Изуар (фр. Nicolas Isouard; 6 декабря 1775, Моста — 23 марта 1818, Париж) — французский оперный композитор мальтийского происхождения.

## Биография
Учился у Франческо Азопарди, Джузеппе Амендолы, Никола Сала и Пьетро Алессандро Гульельми. Деятельность Изуара связана с комической Парижской оперой, где его произведения пользовались успехом в начале XIX века. Своей карьерой Изуар во многом обязан покровительству композитора Р. Крейцера. Многочисленные произведения Изуар писал чрезвычайно поспешно. И только в позднейших операх (Joconde, Jeannot et Colin) благодаря конкуренции с Буальдье, Изуар показал более серьёзное отношение к работе. Оперы Joconde и Cendrillon имели большой успех и долго держались в репертуаре французских и немецких сцен. В общей сложности Изуар написал 38 опер, несколько месс, псалмов, мотетов, романсов. 
Его первая дочь, Софи-Николь (1809–1885), стала певицей и композитором романсов, а вторая дочь, Аннет-Жюли (1814–1876), пианисткой и композитором.

## Сочинения

### Оперы
- «Аладдин, или Волшебная лампа» (закончена Анжело Бенинкори[фр.], премьера состоялась в парижской Опере 6 февраля 1822 года, хореограф Пьер Гардель)